# قائمة هدافي الدوري السوداني الممتاز

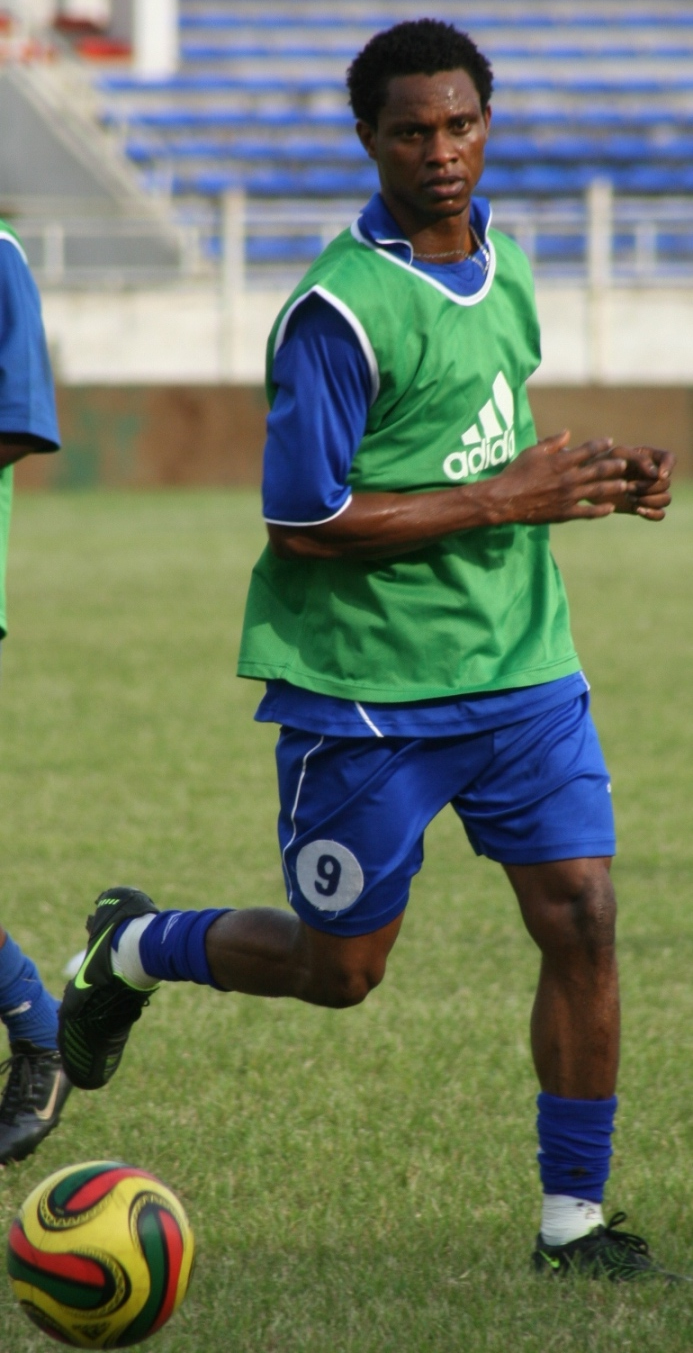
كليتشي أوسونوا هداف الدوري السوداني الممتاز لخمس مواسم مع الهلال والمريخ وأهلي شندي. كما يعتبر صاحب الرقم القياسي بعدد الأهداف في موسم واحد (38 هدفاً)

قائمة هدافي الدوري السوداني الممتاز لكرة القدم منذ بدايتها موسم 1996 حتى الوقت الحالي. أحرز لقب الهداف في الموسم الأول كلاً من أسامة بريش وحموري الكاملين وأمير موسى وكنده برصيد 7 أهداف لكلٍ منهم، صاحب الرقم القياسي لأكبر عدد من الأهداف هو النيجيري كليتشي أوسونوا برصيد 38 هدفاً، كما حقق اللاعب ذاته لقب الهداف 5 مرات.

هداف البطولة موسم 2018 هو وليد الشعلة برصيد 16 هدفاً.

## قائمة الهدافين

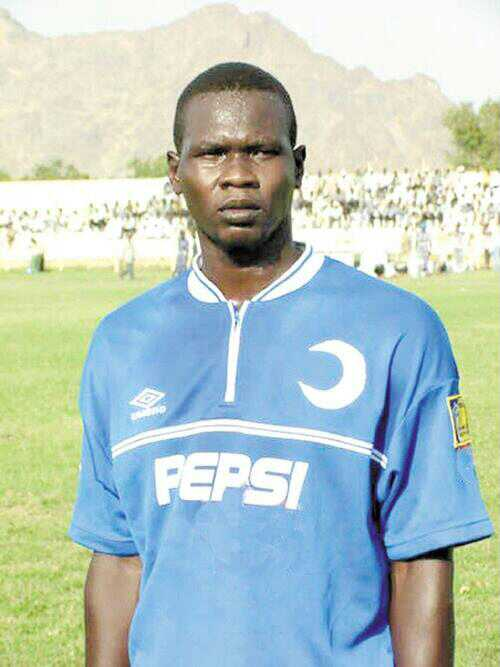
معتز كبير أول لاعب يحرز لقب الهداف لأربع مواسم متتالية مع ناديي مريخ الثغر والهلال

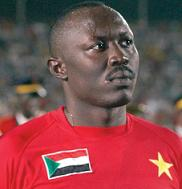
فيصل العجب هداف الدوري عامي 1999 و2005

| الموسم | اللاعب                                   | النادي                             | عدد الأهداف |
| ------ | ---------------------------------------- | ---------------------------------- | ----------- |
| 1996   | أسامة بريش أمير موسى حموري الكاملين كنده | المريخ الهلال هلال الساحل حي العرب | 7           |
| 1997   | عبد المجيد جعفر                          | المريخ                             | 9           |
| 1998   | عبد المجيد جعفر                          | المريخ                             | 19          |
| 1999   | فيصل العجب                               | المريخ                             | 7           |
| 2000   | معتز كبير                                | مريخ الثغر                         | 14          |
| 2001   | معتز كبير                                | الهلال                             | 15          |
| 2002   | معتز كبير                                | الهلال                             | 15          |
| 2003   | معتز كبير                                | الهلال                             | 12          |
| 2004   | هيثم طمبل                                | الهلال                             | 20          |
| 2005   | هيثم طمبل فيصل العجب                     | الهلال المريخ                      | 19          |
| 2006   | كليتشي أوسونوا إندورانس إيداهور          | الهلال المريخ                      | 18          |
| 2007   | كليتشي أوسونوا                           | الهلال                             | 20          |
| 2008   | هيثم طمبل                                | المريخ                             | 21          |
| 2009   | كليتشي أوسونوا                           | المريخ                             | 21          |
| 2010   | مدثر كاريكا                              | الهلال                             | 13          |
| 2011   | جوناس ساكوواها                           | المريخ                             | 19          |
| 2012   | كليتشي أوسونوا                           | المريخ                             | 18          |
| 2013   | مدثر كاريكا أوسماعيلا بابا               | الهلال أهلي شندي                   | 12          |
| 2014   | محمد تراوري                              | المريخ                             | 12          |
| 2015   | أوغستين أوكرا محمد أحمد بشير             | المريخ الهلال                      | 9           |
| 2016   | كليتشي أوسونوا                           | أهلي شندي                          | 38          |
| 2017   | محمد عبد الرحمن                          | المريخ                             | 22          |
| 2018   | وليد الشعلة                              | الهلال                             | 16          |

## الترتيب
| النادي      | المجموع |
| ----------- | ------- |
| المريخ      | 13      |
| الهلال      | 12      |
| أهلي شندي   | 2       |
| هلال الساحل | 1       |
| حي العرب    | 1       |
| مريخ الثغر  | 1       |

| البلد     | المجموع |
| --------- | ------- |
| السودان   | 20      |
| نيجيريا   | 6       |
| زامبيا    | 1       |
| الكاميرون | 1       |
| مالي      | 1       |
| غانا      | 1       |

| اللاعب          | المجموع | الأندية                   |
| --------------- | ------- | ------------------------- |
| كليتشي أوسونوا  | 5       | الهلال والمريخ وأهلي شندي |
| معتز كبير       | 4       | مريخ الثغر والهلال        |
| هيثم طمبل       | 3       | الهلال والمريخ            |
| عبد المجيد جعفر | 2       | المريخ                    |
| فيصل العجب      | 2       | المريخ                    |
| مدثر كاريكا     | 2       | الهلال                    |
| 12 لاعباً        | 1       | 1                         |